# West Walton
Pour les articles homonymes, voir Walton.
West Walton est une paroisse civile et un village du Norfolk, en Angleterre.